# Thea Arnold
Pour les articles homonymes, voir Arnold.
Thea Arnold, née le 11 décembre 1882 à Fulda (Empire allemand) et morte le 26 janvier 1966 à Düsseldorf (RFA), est une femme politique allemande. Membre du Zentrum, du GVP puis du BdD, elle est députée au Bundestag entre 1949 et 1953.

## Biographie
Après avoir étudié dans une école secondaire pour filles et au séminaire professoral de Duderstadt, Thea Arnold enseigne dans plusieurs écoles primaires de Hanovre à partir de 1901. À partir de 1911, elle travaille dans diverses écoles secondaires et supérieures à Coblence et à Düsseldorf. En 1919, elle devient directrice d'une école primaire à Düsseldorf. Jusqu'en 1949, elle occupe un poste d'enseignante à l'université de Cologne.
Lors des élections fédérales de 1949, elle est élue députée. Elle y représente d'abord le Zentrum. Le 9 décembre 1952, avec Helene Wessel et Hans Bodensteiner ou encore Hans Bodensteiner, elle rejoint le nouveau parti GVP. Elle quitte ensuite le mouvement. En 1954, elle est candidate sous les couleurs du BdD pour les élections législatives régionales en Rhénanie-du-Nord-Westphalie. Elle dirige ce parti avec Wilhelm Elfes dans les années 1950.

## Source
- (de) Cet article est partiellement ou en totalité issu de l’article de Wikipédia en allemand intitulé « Thea Arnold » (voir la liste des auteurs).